# استفانو دیونیسی
استفانو دیونیسی (ایتالیایی: Stefano Dionisi؛ زادهٔ ۱ اکتبر ۱۹۶۶) بازیگر اهل ایتالیا است.
از فیلم‌ها یا برنامه‌های تلویزیونی که وی در آن نقش داشته است، می‌توان به زن شهرستانی، یکشنبه غم‌انگیز، آتش‌بس، فارینلی، به‌سوی جنوب و راز اشاره کرد.